# Clocucica, Cozmeni
Clocucica, întâlnit și sub forma Clocușca (în ucraineană Клокічка, transliterat Klokicika și în germană Klokuczka) este un sat în raionul Cozmeni din regiunea Cernăuți (Ucraina), depinzând administrativ de comuna Berhomet. Are 348 locuitori, preponderent  ucraineni (ruteni).
Satul este situat la o altitudine de 187 metri, pe malul râului Prut, în partea de centru a raionului Cozmeni.

## Istorie
Localitatea Clocucica a făcut parte încă de la înființare din regiunea istorică Bucovina a Principatului Moldovei. În ianuarie 1775, ca urmare a atitudinii de neutralitate pe care a avut-o în timpul conflictului militar dintre Turcia și Rusia (1768-1774), Imperiul Habsburgic (Austria de astăzi) a primit o parte din teritoriul Moldovei, teritoriu cunoscut sub denumirea de Bucovina. După anexarea Bucovinei de către Imperiul Habsburgic în anul 1775, localitatea Clocușca a făcut parte din Ducatul Bucovinei, guvernat de către austrieci, făcând parte din districtul Cernăuți (în germană Czernowitz). 
După Unirea Bucovinei cu România la 28 noiembrie 1918, satul Clocucica a făcut parte din componența României, în Plasa Șipenițului a județului Cernăuți. Pe atunci, majoritatea populației era formată din ucraineni, existând și o comunitate de români.
Ca urmare a Pactului Ribbentrop-Molotov (1939), Bucovina de Nord a fost anexată de către URSS la 28 iunie 1940, reintrând în componența României în perioada 1941-1944. Apoi, Bucovina de Nord a fost reocupată de către URSS în anul 1944 și integrată în componența RSS Ucrainene. 
Începând din anul 1991, satul Clocucica face parte din raionul Cozmeni al regiunii Cernăuți din cadrul Ucrainei independente. Conform recensământului din 1989, din 339 locuitori ai satului, 336 s-au declarat de etnie ucraineană și 3 de etnie rusă . În prezent, satul are 348 locuitori, preponderent ucraineni.

## Demografie
Componența lingvistică a localității Clocucica
     Ucraineană (99,71%)
     Alte limbi (0,29%)
Conform recensământului din 2001, majoritatea populației localității Clocucica era vorbitoare de ucraineană (99,71%), existând în minoritate și vorbitori de alte limbi.
1989: 339 (recensământ)
2007: 348 (estimare)

### Recensământul din 1930
Componența etnică a comunei Clocucica (județul Cernăuți)
     Români (5,74%)
     Ruteni (93,54%)
     Evrei (0,72%)
Componența confesională a comunei Clocucica
     Ortodocși (99,28%)
     Mozaici (0,72%)
Conform recensământului efectuat în 1930, populația comunei Clocucica se ridica la 418 locuitori. Majoritatea locuitorilor erau ruteni (93,54%), cu o minoritate de români (5,74%) și una de evrei (0,72%). Din punct de vedere confesional, majoritatea locuitorilor erau ortodocși (99,28%), dar existau și mozaici (0,72%).